# Garding
Garding (dolnoniem. Garn, Gaarn) – miasto uzdrowiskowe w Niemczech, w kraju związkowym Szlezwik-Holsztyn, w powiecie Nordfriesland, siedziba urzędu Eiderstedt. Liczy ok. 2500 mieszkańców (według danych z 31 grudnia 2013).

## Historia
Pierwsze wzmianki o Garding pochodzą z XIII wieku. Od 1575 w każdy czwartek odbywa się tygodniowy targ. Prawa miejskie otrzymało 12 października 1590.

## Osoby

### Urodzone w Garding
- Theodor Mommsen (1817–1903) – historyk, laureat nagrody Nobla
- Richard Petersen (1865–1946) – inżynier, budowniczy linii kolejowych
- Rolf Büttner (ur. 1949) – działacz związków zawodowych
- Peter-Jürgen Boock (ur. 1951) – lewacki terrorysta

### Związani z miastem
- Knut Kiesewetter (ur. 1941) – muzyk